# Marcus Peducaeus Priscinus
Marcus Peducaeus Priscinus est un sénateur romain du début du IIe siècle, consul éponyme en 110 sous Trajan et proconsul d'Asie en 124/125 sous Hadrien.

## Biographie
Son père est Quintus Peducaeus Priscinus, consul éponyme en 93 sous Domitien.
En l’an 110, sous Trajan, il est consul éponyme aux côtés de Servius Cornelius Scipio Salvidienus Orfitus.
En 124/125, il devient proconsul d'Asie sous Hadrien.
Son fils est Marcus Peducaeus Stloga Priscinus, consul éponyme en 141 sous Antonin le Pieux.